# CLDP
El CLDP (Convertible Laser Designator Pod, en español: ‘contenedor designador láser convertible’) es un contenedor de designación de blancos desarrollado a finales de los años 1980 por la compañía francesa Thomson-CSF, renombrada Thales en el 2000. Está basado en el ATLIS, sistema similar del mismo fabricante.